# Collina d’Oro
Collina d’Oro je obec ve švýcarském kantonu Ticino, okresu Lugano. Žije zde přibližně 4 900 obyvatel.

## Geografie
Obec se nachází jihozápadně od okresního města Lugana, v převážně kopcovitém terénu na Luganským jezerem. Sousedními obcemi jsou Muzzano a Sorengo na severu, Lugano a Grancia na východě, Vico Morcote a Morcote na jihu a Agno, Magliaso a Caslano na západě.

## Historie
Obec vznikla 4. dubna 2004 sloučením dříve samostatných obcí Agra, Gentilino a Montagnola. 1. dubna 2012 byla připojena také doposud samostatná obec Carabietta. 20. října 2019 obyvatelé většinou 11 hlasů (50,33 %) odmítli sloučení obce se sousední obcí Muzzano.

## Obyvatelstvo

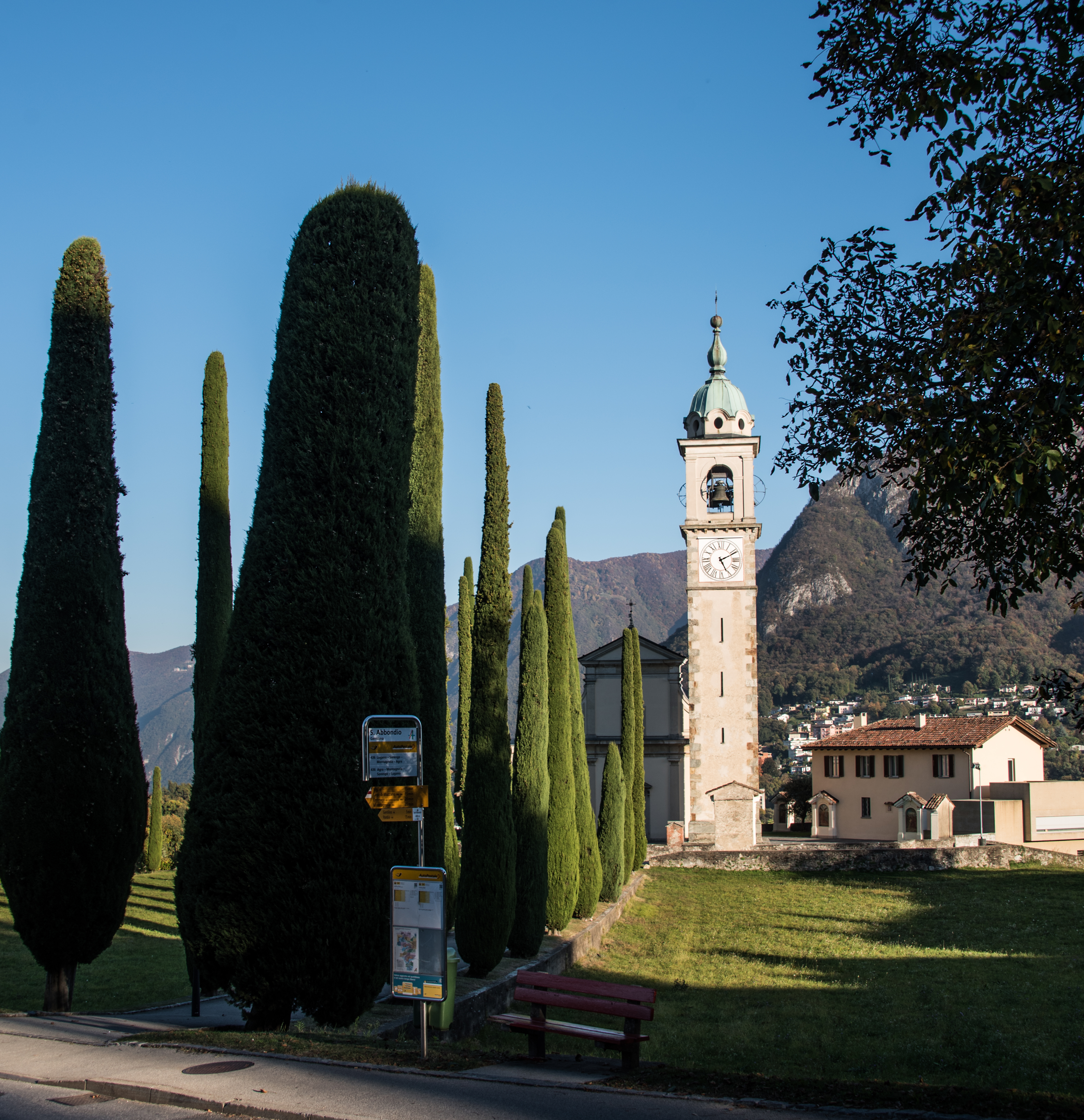
Kostel v Collina d’Oro

| Rok            | 1970 | 1980 | 1990 | 2000 | 2005 | 2006 | 2007 | 2008 | 2010 | 2012 | 2014 | 2020 |
| Počet obyvatel | 2600 | 2954 | 3685 | 4047 | 4363 | 4441 | 4526 | 4558 | 4330 | 4439 | 4670 | 4604 |

## Hospodářství

Muzeum Hermanna Hesseho

V Agře se nachází sanatorium pro pacienty s tuberkulózou známé jako Německý dům (Deutsches Haus), které fungovalo v letech 1913–1969. Montagnola je oblíbeným cílem turistů, mimo jiné proto, že zde žil Hermann Hesse. V Montagnole se také nachází internátní škola s 25 domy, kterou provozuje The American Schools in Switzerland.